# Gérard Loridon
Pour les articles homonymes, voir Loridon.
Gérard Loridon ,né le 13 novembre 1933 à Boulogne-Billancourt et mort le 7 septembre 2021 à Six-Fours-les-Plages, est un scaphandrier professionnel français. Ce pionnier de la plongée subaquatique participe au milieu du XXe siècle aux premières activités de la SOGETRAM (entreprise privée) et du GERS (organisme militaire de la Marine nationale). À la retraite, il fonde en 1994 avec Barthélemy Rotger, le musée Frédéric-Dumas et se consacre à la publication de livres et de romans traitant de la plongée et de son histoire.

## Résumé biographique
En 1952, à l'âge de dix-huit ans, il devient plongeur professionnel en intégrant la SOGETRAM (Société Générale des Travaux Maritimes et fluviaux), fondée par André Galerne cette année même. Deux ans plus tard, en 1954, il incorpore sa vie militaire dans la Marine nationale en tant que plongeur du GERS (organisme qui porte actuellement le nom de CEPHISMER). Dans le cadre du GERS il utilisera le matériel de pointe que la plongée mondiale pouvait offrir à l'époque (comme le détendeur CG45 ou les propulseurs subaquatiques) et il rencontre les grands noms de la plongée française : le commandant Cousteau, le commandant Tailliez ou Frédéric Dumas, qui intégrait le GERS en tant que contractuel civil. Après sa retraite, qu'il prend en 1990, il fonde en 1992 l'association Scaph'50 (contraction de Scaphandriers des Années 1950) et en 1994 à Sanary-sur-Mer, avec Barthélemy Rotger, le Musée Frédéric-Dumas, consacré à l'archéologie sous-marine et à l'histoire des équipements de plongée.

### De Gérard Loridon
- La belle Aventure du Musée Frédéric-Dumas (2000, 90 pages)
- À table, scaphandriers ! (2005)
- Histoire du Musée Frédéric Dumas : de 1994 à 2006 (2006, 120 pages)
- Jacques de Porquerolles (2006, roman)
- Les Scaphandriers de la Spirotechnique (2007)
- Plongées au GERS : 1954-1957, cinquante ans après (2007)
- Des Pionniers subaquatiques oubliés (2008)
- Le Scaphandrier du Brusc (2008, roman)
- Les Contes du Cap Sicié (2010, roman)
- Pilleurs d'Amphores (2011)
- L'Or du Ville de Grasse (2012, roman)

### En collaboration
- Scaphandriers ! - Chroniques de pionniers : 1952-1963 (par Pierre Graves, Gilbert Moulière et George Koskas, membres de l'association Scaph'50) ; livre publié en novembre 2004 chez les Éditions Alan Sutton avec la collaboration de Gérard Loridon, auteur de l'une des chroniques.